# Невероятные приключения итальянцев в России
«Невероятные приключения итальянцев в России» (итал. Una matta, matta, matta corsa in Russia — «Одна безумная, безумная, безумная гонка по России») — совместная советско-итальянская приключенческая кинокомедия, снятая в 1973 году режиссёром Эльдаром Рязановым на киностудии «Мосфильм». Дата премьеры — 18 марта 1974 года.
В СССР фильм за первый год проката посмотрели 49,2 миллиона зрителей.

## Сюжет
В одну из римских больниц доставляют женщину возрастом девяносто два года, которая оказывается русской эмигранткой. Перед смертью, она успевает поведать своей внучке Ольге, что всё её состояние в 9 миллиардов итальянских лир было спрятано во время революции в Ленинграде.
Кроме Ольги, тайну слышат санитары Антонио и Джузеппе, которые привезли бабушку Ольги в больницу, пациент со сломанной ногой, врач, осматривавший его в это время, а также мафиозо Розарио Агро, навещавший беременную восьмым ребёнком жену.
На борту авиалайнера Ту-134, летящего в Москву, вся компания неожиданно друг для друга встречается. Но договориться на совместные поиски клада с дележом поровну не получается — Ольга, полагая себя законной наследницей, не видит причин с кем-либо делиться, а Розарио делиться не привык. Во время полёта он крадёт у доктора паспорт и смывает его в унитаз, однако выброшенный паспорт прилипает снаружи к стеклу иллюминатора. Пытаясь сбить паспорт, Розарио разбивает ногами иллюминатор (вызвав разгерметизацию салона), куда его через несколько секунд и засасывает. Самолёт совершает аварийную посадку на Минской автостраде между 132-м и 140-м километрами от Москвы, и мафиозо получает экстренную медицинскую помощь.
По прибытии в московский аэропорт Шереметьево к Антонио подходит некий Андрей Васильев, который представляется персональным гидом. Антонио и Джузеппе заявляют, что гид им не нужен, но Андрей настаивает на своих услугах и поясняет, что Антонио оказался миллионным итальянским туристом, посетившим СССР, и по этой причине услуги гида для него абсолютно бесплатные. Поскольку избавиться от Васильева не представляется для итальянцев возможным, те рассказывают ему о цели своего визита в СССР и предлагают долю сокровищ в обмен на помощь в их поисках.
Чтобы добраться до Ленинграда, Ольга угоняет автомобиль «Жигули» из прокатного пункта. Итальянцы и Андрей же едут в Ленинград на поезде, в котором едет и Розарио. Пока троица обсуждает в вагоне-ресторане своё богатое будущее, мафиозо во время одной из стоянок (возможно, он во время движения поезда сорвал стоп-кран) расцепляет состав, чтобы избавиться от конкурентов.
Тем временем врач без паспорта прилетает в Рим, но служба безопасности аэропорта ввиду отсутствия документа, подтверждающего личность, не пускает его домой и этапирует в Москву.
Добравшись до шоссе, Андрей, Антонио и Джузеппе останавливают машину Ольги, но она уезжает у них из-под носа. Тогда они останавливают «ЗИЛ-130», с которого потом на ходу перелезают на автовоз и прямо с него угоняют «Москвич-412». Далее следует трюковая погоня за «Жигулями», в ходе которой обе машины получают серьёзные повреждения.
Однако на подъезде к железнодорожному переезду у «Москвича» заканчивается бензин. Итальянцы и Андрей толкают автомобиль до бензоколонки, находящейся по другую сторону от переезда. Розарио, проезжавший в это время мимо на поезде, видит их и запускает из окна вагона «спецсигару», провоцируя пожар и взрыв бензоколонки вместе с автомобилем (сама троица вместе с заправщицей успевает спастись в ближайшей канаве).

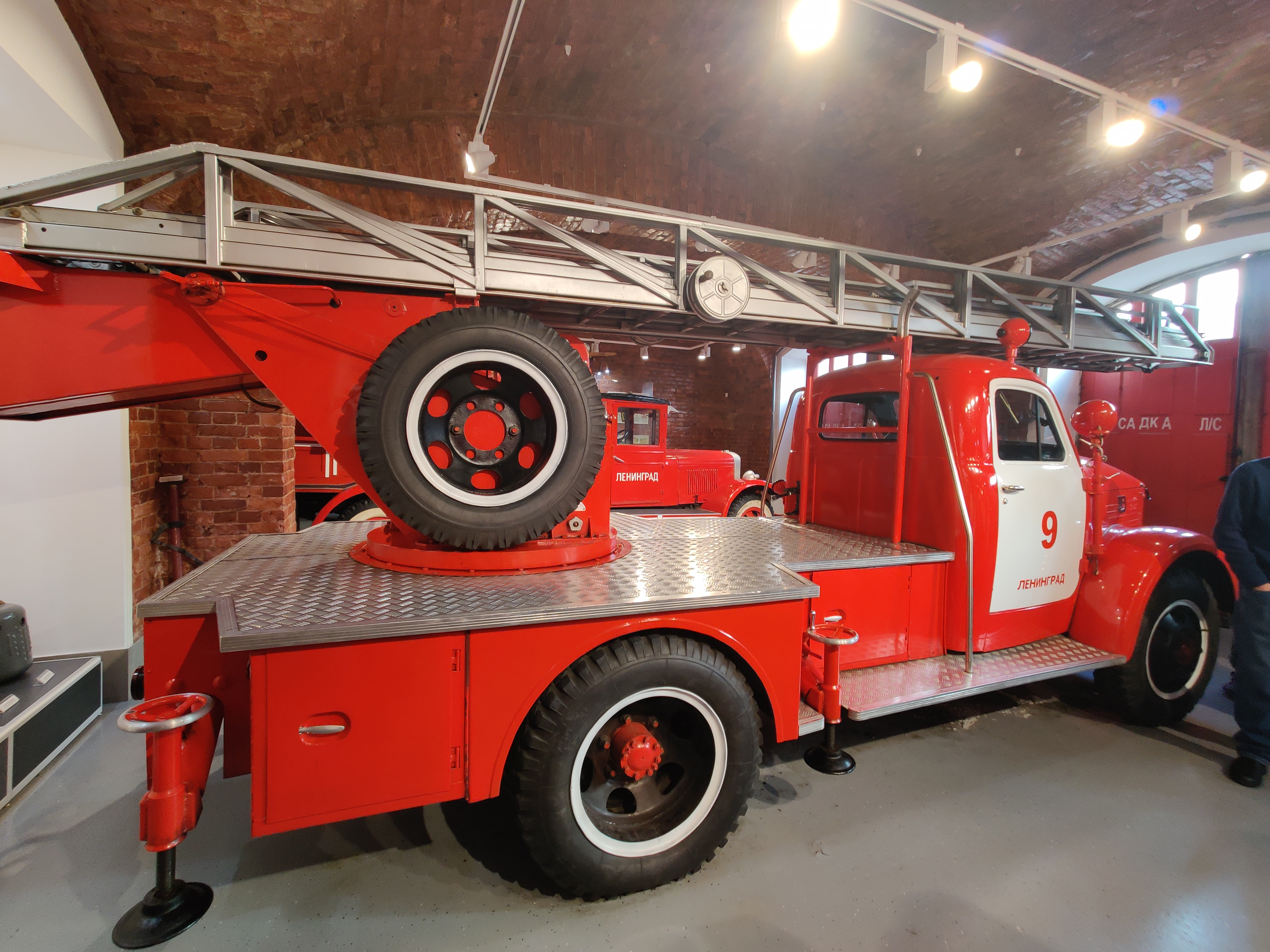
Пожарная машина, снимавшаяся в фильме, в экспозиции Музея пожарного дела

Пока подъехавшие пожарные тушат сгоревшую бензоколонку, итальянцы и Андрей угоняют пожарный «ГАЗ-51» и догоняют Ольгу.
Тем временем Розарио Агро уже прибывает в Ленинград, где, прямо на перроне, встречает хромого и начинает ему угрожать расправой в случае следующей встречи.
После приезда в Ленинград Андрей, Антонио, Джузеппе и Ольга начинают поиски льва, под которым должны быть сокровища. В процессе поиска клада по всему городу начинаются хаотичные уничтожения каменных львов, особенно в этом преуспел Розарио. Около Михайловского театра, откуда кладоискатели под предлогом утечки газа вынудили эвакуироваться всю труппу, неожиданно замечают Розарио, который находится в телефонной будке. Решив отомстить ему за поджог бензоколонки и автомобиля, Антонио поднимает будку подъёмным краном и (по совету Джузеппе) опускает в Мойку. Тем временем, Андрей и Ольга находят пустое пространство, но это оказывается винный погреб.
Сокровища около театра не обнаружены, поэтому поиски продолжаются. Отчаявшись, Ольга раскрывает тайну: «В ста шагах ото льва должен быть фонтан».
Однако Розарио Агро не утонул в Мойке и тоже продолжает поиски клада. Не оставляя без внимания остальных кладоискателей, он целенаправленно прогуливается рядом с ними с чемоданом в руке. Кладоискатели, как и рассчитывал мафиозо, отбирают у него чемодан, предположив, что внутри находятся искомые ими драгоценности, после чего Джузеппе, завладев чемоданом, пытается скрыться от компаньонов, которые, впрочем, вскоре догоняют его и отбирают чемодан. Но внутри чемодана оказывается бомба. Увидев бомбу, Андрей бросает чемодан с его содержимым в основание подготовленного к сносу кирпичного дома, который в результате этого моментально превращается в груду обломков, а взрывная волна забрасывает Джузеппе на фонарный столб. Сам Розарио снова встречает хромого и, достав нож, начинает ему угрожать лишением второй ноги. Хромой, перепугавшись, бьёт здоровой ногой по колонне Казанского собора, в результате чего она рушится, а хромой оказывается вынужден передвигаться на инвалидной коляске.
Джузеппе выдвигает версию, что лев — это русский писатель Лев Толстой, а значит, клад спрятан под памятником этому писателю на Невском проспекте, «центральной магистрали города». Но Андрей сразу опровергает эту гипотезу, сообщив, что памятник был установлен гораздо позже революции, а именно к 50-й годовщине со дня смерти писателя, то есть в 1960 году. Компания кладоискателей отправляется домой к Андрею, где Антонио и Джузеппе играют в карты на будущие «миллиарды, вырученные от продажи сокровищ».
Антонио догадывается, что клад спрятан в зоопарке, в тайнике под клеткой с живым львом (как раз в ста шагах от клетки и стоит фонтан). В это время Ольга от матери Андрея случайно узнаёт, что Васильев вовсе не гид, а капитан милиции, которая получила наводку от жены Антонио о настоящей цели приезда итальянцев.
Обольстив Андрея, Ольга запирает его в номере гостиницы «Астория», а сама спешит в зоопарк к Антонио и Джузеппе, уже начавшим раскопки, тогда как с другой стороны клетки копает Розарио, проследивший за ними (никто из них не догадывается, что лев тоже копает у себя в клетке яму). Андрей выбирается из гостиницы через окно, спустившись на длинном ковре, и прибывает к вольеру в тот самый момент, когда итальянцы обнаружили ларец с кладом, но в это же время в тайник, выкопав лапой дыру в полу клетки, проваливается лев. Все пытаются убежать от хищника, который преследует того, у кого находятся сокровища. В пути ларец с кладом пытается украсть хромой на инвалидной коляске, но вскоре выбрасывает сокровища обратно, поскольку лев переключается на него.
Убегая от льва, друзья добегают до сфинксов на Университетской набережной Невы. Андрей отвлекает льва «беседой», а Ольга и итальянцы угоняют лодку и уплывают на ней. Но лев подкарауливает беглецов и спрыгивает с моста лейтенанта Шмидта точно в их лодку, отчего все пассажиры выпрыгивают за борт. Андрей на спасательном катере «Волга» подбирает утопающих, а затем при помощи багра пытается перетащить ларец с сокровищами с лодки, на которой остался лев, но хищник бьёт лапой по ларцу и тот падает в воду. Лев тем самым остаётся в лодке, которую течением затем уносит дальше (и на этом роль льва в фильме заканчивается). Один из итальянцев спрашивает — куда же, интересно, поплыл лев, на что второй итальянец отвечает — «наверное — в Африку».
Андрей вытаскивает клад из реки, однако, выйдя из воды, оказывается лицом к лицу с кладоискателями, которые очень хотят завладеть сокровищами. Но в последний момент приезжает вызванная Андреем милиция, и Ольга с итальянцами в страхе убегают. Андрей, догоняя их с милиционерами, объясняет, что они, как лица, нашедшие клад, имеют законное право на получение 25 % от общей стоимости сокровищ; хромого при этом вылечат бесплатно, а вот мафиозо должен заплатить штраф за взорванные бензоколонку и автомобиль и уничтожение 20 каменных львов, на что Розарио отвечает, что у него нет ни гроша. Но Андрей уверяет мафиозо, что за помощь в сносе дома (хоть и неосознанно) он получит премию, которой хватит на авиабилет до Рима.
Антонио, Джузеппе, Розарио и Андрей, получивший звание майора, прощаются в аэропорту. Итальянцы говорят Андрею, что у него есть три друга, ведь как гласит одна итальянская поговорка, которую вспоминает Антонио: «Кто нашёл друга, тот нашёл клад». По громкой связи объявляют, что у Розарио родилась восьмая дочь, тот до последнего надеялся, что у него наконец родится сын и приходит в отчаяние к удовольствию бывшего хромого, который говорит Розарио «Так тебе и надо, бандит!». В самолёте Ил-62М, летящем в Рим, бывшие кладоискатели встречают в салоне располневшего и обросшего усами и окладистой бородой доктора. Здесь же Антонио приглашает Джузеппе принять участие в новой авантюре — поисках «зарытых под баобабом» сокровищ индейцев майя, он уже вложил в дело долю Джузеппе, который, обидевшись или устав от приключений, посылает Антонио куда подальше. Ольга, которая за время поисков сокровищ успела взаимно влюбиться в Андрея, в последний момент выпрыгивает из самолёта на отъезжающий от борта трап прямо в объятия возлюбленного и остаётся в СССР.

## В ролях
- Андрей Миронов — Андрей Васильев, капитан (в конце фильма — майор) советской милиции, сотрудник уголовного розыска
- Нинетто Даволи — Джузеппе, санитар в итальянской больнице, шурин Антонио (дублирует Михаил Кононов)
- Антония Сантилли — Ольга, внучка русской балерины (дублирует Наталья Гурзо)
- Алигьеро Носкезе — Антонио Ломаццо, санитар в итальянской больнице (дублирует Александр Белявский)
- Тано Чимароза — Розарио Агро, мафиозо (дублирует Михаил Глузский)
- Луиджи Баллиста — доктор-кладоискатель, лишившийся паспорта (дублирует Яков Беленький)
- Евгений Евстигнеев — хромой итальянец-кладоискатель
- Ольга Аросева — мать Андрея Васильева
- Франка Скьютто — Сантуцца Агро, жена Розарио
- Бруно Боскетти[итал.] — врач в итальянской клинике
- Лариса Виккел — стюардесса
- Элла Некрасова — модельер
- Юрий Шепелев — администратор театра (дублирует Эльдар Рязанов)
- Вадим Грачёв — таможенник
- Сергей Юртайкин — водитель автовоза
- Валентина Талызина — дежурная по этажу гостиницы «Астория» (в титрах не указана)
- Эльдар Рязанов — доктор на крыле самолёта, откалывающий лёд с заледеневшего мафиозо (в титрах не указан)
- лев Кинг (старший) — лев из зоопарка, хранитель сокровищ

Песню «Amore vieni» исполняет Муслим Магомаев (в титрах не указан).

## Съёмочная группа
- Сценарий: Эмиль Брагинский, Эльдар Рязанов, Франко Кастеллано, Джузеппе Пиполо
- Режиссёр-постановщик: Эльдар Рязанов
- Главные операторы: Габор Погани, Михаил Биц
- Главный художник: Михаил Богданов
- Художник по костюмам: Э. Фиорентини, Людмила Кусакова
- Композитор: Карло Рустекелли
- Звукооператор: Юрий Михайлов
- Дирижёры: Эмин Хачатурян, Иван Шпиллер
- Режиссёр: Владимир Досталь

## Съёмки
Если актёр играет без дублёров, значит движет им некое эгоистическое стремление играть свою роль «от» и «до». Это всегда тешит самолюбие актёра и даёт ему дополнительный импульс. В ленте «Приключения итальянцев…» было занято много итальянцев, и в их глазах мне не хотелось ронять престиж советского кинематографа.
- Заявка сценария о похождениях итальянцев в СССР (рабочее название — «Спагетти по-русски»[2]) была подана в Госкино Эмилем Брагинским и Эльдаром Рязановым ещё в 1970 году. Но вскоре проект неожиданно стал актуальным: итальянская кинокомпания, возглавляемая продюсером Дино Де Лаурентисом, после совместной работы над фильмом «Ватерлоо» задолжала «Мосфильму» деньги[6]. Требовался новый совместный проект, и заявка пришлась кстати[1].
- Поначалу Дино Де Лаурентису не понравился сценарий Брагинского и Рязанова. Однако ему понравилась версия с живым львом, и он заказал фильм-погоню со множеством трюков[1]. Де Лаурентис попросил Брагинского и Рязанова переписать сценарий и включить туда сцены с живым львом из первого сценария. Рязанов в гостинице Рима увидел фильм «Этот безумный, безумный, безумный, безумный мир», после чего написал сценарий и придумал историю с посадкой самолёта на оживлённое шоссе.
- Поскольку для посадки самолёта было нужно бетонное покрытие толщиной не менее 50 сантиметров, сцена с посадкой Ту-134 снималась на «загримированной под шоссе» запасной взлётной полосе[7] аэропорта Ульяновска, все полёты совершали лётчики Ульяновской ШВЛП. Для «грима» была размещена бочка с квасом. Заместитель начальника школы Иван Антонович Таращан предложил: «Возьмите письмо из Министерства гражданской авиации, в котором мне позволят летать с нарушением инструкции, и я выполню трюк». Тем не менее в Министерстве гражданской авиации СССР ответили категорическим отказом. Тогда Таращан потребовал: «Машины — только легковые, за рулями — только лётчики: в этой чрезвычайной ситуации им легче будет ориентироваться мгновенно и безошибочно». В общей сложности самолёт сажали 6 раз и каждый раз безупречно[8]. Кадры, где Ту-134 едет по шоссе, а под ним и вокруг него ездят автомобили, снимали на резервной ВПП[7]. В некоторых кадрах сцены посадки самолёта видно незакамуфлированное радиолокационное оборудование аэропорта[9]. Также заметно, что у автомобилей ульяновские регистрационные номера «УЛ-», хотя согласно сюжету действие сцены происходит в дальнем Подмосковье (140 км от Москвы).
- Большинство трюков в автомобильной погоне выполнил итальянский каскадёр и автогонщик Серджо Миони (итал. Sergio Mioni). Эпизод, когда «Москвич» и «Жигули» попадают под струю воды и грязи, становятся «слепыми» и мечутся, преследуя друг друга, выполнили советские гонщики. Они же осуществили всю водительскую часть эпизода с пожарной машиной[10]. Для съёмок фильма было закуплено 5 «Жигулей» и 5 «Москвичей», однако в некоторых сценах их «дублировали» итальянские автомобили[1]: «Жигули» Ольги в некоторых эпизодах превращались в «FIAT-124», а «Москвич» итальянцев — в «Fiat 1300». Почти все съёмки из салона были проведены именно в «Fiat’ах».
- Антония Сантилли, игравшая Ольгу, не умела водить машину. Её обучили только основным азам вождения, чтобы снимать крупные планы, а в остальных эпизодах снимался дублёр в парике[11].
- Для съёмок взрыва бензоколонки нельзя было уничтожать действующую АЗС. Потому в окрестностях Звенигорода, где шоссе пересекает железную дорогу недалеко от Саввино-Сторожевского монастыря, художник-постановщик фильма Михаил Богданов воздвиг бензоколонку, которая ничем не отличалась от настоящей. В результате многие автомобили подъезжали заправиться[12].
- Сцена с разведённым мостом снималась с участием дублёров (Нинетто Даволи, игравший Джузеппе, прыгал сам, без дублёра): в эпизоде, где под мостом проплывает теплоход «Алтай», участвовали студенты циркового училища. Андрей Миронов не прыгал с моста, но для съёмки крупным планом Рязанов уговорил его повисеть на мосту на 30-метровой высоте[13].
- Без помощи дублёров Андрей Миронов обошёлся и в сцене, когда он спускался с шестого этажа гостиницы «Астория» на ковровой дорожке[1].
- При съёмках льва Кинга его хозяин, Лев Берберов, прочитав сценарий, заявил: «Сценарий очень плохой. Он не учитывает и сотой доли возможностей моего Кинга. А Кинг может всё!». После этого сценарий был пополнен новыми эпизодами и трюками. Однако в реальности выяснилось, что лев ленивый и отказывался делать многие трюки с первого раза. Также выяснилось, что актёры панически боялись льва. Первым на контакт с Кингом пошёл Андрей Миронов, увлекая остальных своей храбростью. После этого Эльдар Рязанов дал себе слово больше никогда не быть режиссёром-анималистом[14].
- Когда все сцены с Кингом были отсняты, Берберовы привезли его в Москву и временно поселили в спортзале школы №74, располагавшейся рядом с «Мосфильмом»[15][16]. В какой-то момент он выпрыгнул из дома через окно и напал на 18-летнего студента Владимира Маркова, который перелез через забор во двор дома в поисках убежавшего шотландского терьера. Девушка студента подняла крик, соседи вызвали милицию, и прибывший на место младший лейтенант милиции Александр Гуров застрелил льва из табельного оружия[16][17]. Марков был госпитализирован, врачи диагностировали шок первой степени и большую потерю крови[16]. По воспоминаниям Гурова, прибежавшие Берберовы не обратили на студента никакого внимания и начали оскорблять его самого, а позднее обратились к министру внутренних дел Николаю Щёлокову с жалобой[16]. В дальнейшем Гуров стал генерал-лейтенантом милиции, известной медийной фигурой и депутатом Государственной думы Федерального собрания Российской Федерации III—V созывов[18].
- Сцена, в которой персонаж Андрея Миронова плавал под водой, нырнув в Неву за ларцом с драгоценностями, снималась в Неаполе[19].
- Перемещения действующих лиц (сначала Антонио, Джузеппе и Ольги в Риме, а потом всех вместе со львом в Ленинграде) совершенно не согласуются с реальной географией городов.
- Многие из разрушенных в фильме (в процессе раскопок) каменных львов не существуют там, где они показаны в фильме:
  - возле Певческой капеллы (первые);
  - возле Итальянского мостика через канал Грибоедова (разрушил Розарио Агро).
- В финальных титрах звучит песня «Amore vieni». Её написал композитор Карло Рустикелли, исполняет песню Муслим Магомаев .

## Издание на видео
В 1980-е годы в СССР фильм выпущен на видеокассетах VHS видеопродукцией «Видеопрограмма Госкино СССР» в SECAMе. С 1990 года фильм выпущен в системе PAL на видеокассетах кинообъединением «Крупный план», перевыпущен в середине-конце 1990-х совместно с компанией «Видеомир». По лицензии, фильм записан со звуком Hi-Fi Stereo.
В России с 2006 года фильм начал выпускаться на DVD объединением «Крупный план» с полной реставрацией в хорошем качестве изображения и звука, в сигналах Dolby Digital 5.1 и Dolby Digital 2.0, с дополнительными материалами.